# Acanthominua tricarinatus
Espèce
Synonymes
- Phalangodinella bicalcanei González-Sponga, 1987

Acanthominua tricarinatus est une espèce d'opilions laniatores de la famille des Zalmoxidae.

## Distribution
Cette espèce est endémique de l'État de Carabobo au Venezuela,.

## Description
Le mâle syntype mesure 3,2 mm.

## Systématique et taxinomie
Cette espèce a été décrite par Sørensen en 1932.
Phalangodinella bicalcanei a été placée en synonymie par Pérez-González, Ceccarelli, Monte, Proud, DaSilva et Bichuette en 2017.

## Publication originale
- Henriksen, 1932 : « Descriptiones Laniatorum (Arachnidorum Opilionum Subordinis). Opus posthumum recognovit et edidit Kai L. Henriksen. » Det Kongelige Danske Videnskabernes Selskabs skrifter, Naturvidenskabelig og Mathematisk Afdeling, sér. 9, vol. 3, no 4, p. 197–422.